# Katedrála Panny Marie Kazaňské (Petrohrad)
Katedrála Panny Marie Kazaňské, či jen Kazaňská katedrála (rusky Казанский кафедральный собор), je katedrální chrám ruské pravoslavné církve v ruském Petrohradě. Odlišuje se od většiny jiných pravoslavných chrámů v celém Rusku, jelikož je postavena ve slohu klasicizujícího empíru.

## Historie

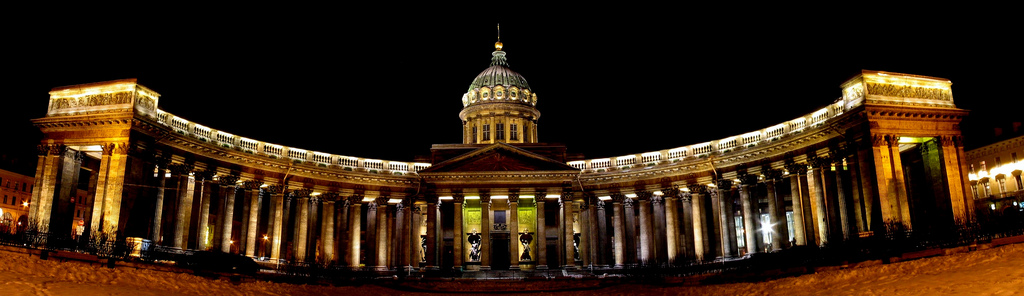
Katedrála v noci

Ruský car Pavel I. toužil po spojení pravoslaví s katolickou církví, a proto si přál v hlavním městě postavit chrám, který by tuto jednotu reprezentoval. Proto také katedrála se svou připomíná kolonádou Baziliku svatého Petra v Římě. Katedrála je vybudována na Něvském prospektu v klasicistním architektonickém stylu. 
Výstavba katedrály byla zahájena v roce 1801 za vlády cara Alexandra I. a jejím hlavním architektem byl Andrej Voronichin.  
Stavba byla dokončena v roce 1811 a stala se zároveň symbolem vítězství ruské armády nad Napoleonem. V interiéru chrámu se nachází mohyla slavného ruského vojevůdce Michaila Kutuzova a také před chrámem jsou umístěny sochy velkých ruských vojevůdců. První patří M. I. Kutuzovovi a druhá Barclay de Tollymu. Jejich autorem je Boris Orlovský. 
V interiéru se nachází vzácná ikona Matky Boží Kazaňské, která se do Petrohradu dostala z Moskvy v roce 1712 a do chrámu se dostala v roce 1811. V letech komunistické diktatury se v chrámu nacházelo Muzeum dějin ateismu.
25. května 1991 se zde opět konala první pravoslavná bohoslužba a roku 1996 byl celý objekt navrácen Ruské pravoslavné církvi. Od 31. prosince 2000 má chrám status katedrálního chrámu Petrohradské eparchie.